# Udanoceratops
Az Udanoceratops (nevének jelentése 'Udan-szarvarcú') a ceratopsia dinoszauruszok egyik neme, amely a késő kréta kor campaniai korszakában élt a mai Mongólia területén.

## Felfedezés

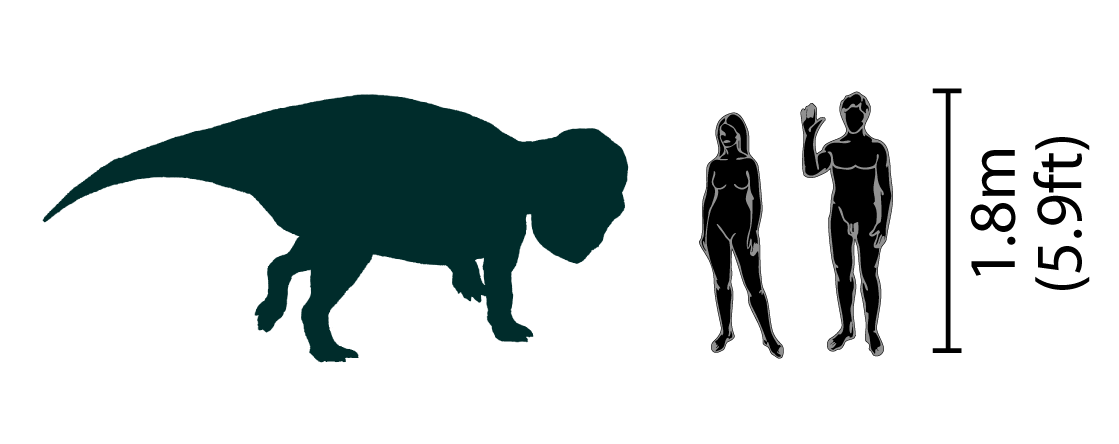
Az Udanoceratops és az ember méretének összehasonlítása

Az Udanoceratops csak a holotípus példány, egy nagy, 60 centiméter hosszú, aránylag jó állapotban és majdnem teljes egészében megőrződött koponya alapján ismert. A felfedezésekor úgy tűnt, hogy ez az addig talált legnagyobb két lábon járó neoceratopsia. A koponyáján csak egy nagyon kis szarvat, illetve nyakfodrot viselő állat teljes hossza a becslés szerint 4 méter volt. A holotípusra Dél-Góbi tartományban, a Djadokhta-formáció Udan-Sayr lelőhelyén, egy késő kréta kori, campaniai korszakbeli, körülbelül 83,5-70,6 millió évvel ezelőtt keletkezett rétegben találtak rá. 2007-ben, a Kelet-Góbi tartományból, a campaniai korszakbeli Barun Goyot-formációból származó egyetlen példány alapján leírás készült az Udanoceratops aff. tschizhovi nevű fajról.

## Etimológia
Az Udanoceratops és típusfaja az Udanoceratops tschizhovi nevét Szergej Mihajlovics Kurzanov alkotta meg 1992-ben. A név a lelőhelyeként szolgáló (Udan-Sayr) térség nevéből, valamint az ógörög κέρας / kérasz ('szarv') és ωψ / -opsz ('arc') szavak összetételéből ered.

## Osztályozás
Az Udanoceratopsot a Ceratopsia csoportba sorolták be (az ógörög eredetű név jelentése 'szarvarcúak'), melybe papagájszerű csőrrel rendelkező, a kréta időszakban Észak-Amerika és Ázsia területén élt dinoszauruszok tartoznak. Brenda J. Chinnery a nemet az észak-amerikai Leptoceratops, Montanoceratops és Prenoceratops mellett a Leptoceratopsidae család egyetlen ázsiai tagjaként helyezte el.

## Táplálkozás

Az Udanoceratops egyedi, robusztus állkapcsa

A többi ceratopsiához hasonlóan az Udanoceratops növényevő volt. A kréta időszak során a virágos növények elterjedése földrajzilag korlátozott volt a szárazföldön, így valószínű, hogy ez a dinoszaurusz az időszak uralkodó növényeit, a harasztokat, a cikászokat és a tűlevelűeket fogyasztotta, éles csőrével lecsípve a leveleket vagy a fenyőtűket.

## Fordítás
Ez a szócikk részben vagy egészben az Udanoceratops című angol Wikipédia-szócikk ezen változatának fordításán alapul.  Az eredeti cikk szerkesztőit annak laptörténete sorolja fel. Ez a jelzés csupán a megfogalmazás eredetét és a szerzői jogokat jelzi, nem szolgál a cikkben szereplő információk forrásmegjelöléseként.